# 奇雲·史超活
凱文·史都華（英語：Kevin Linford Stewart；1993年9月7日—）是一位英格蘭足球運動員。在場上司職防守中場。